# Axel Ljungberg
Axel Emil Ljungberg (i riksdagen kallad Ljungberg i Lysekil), född 7 mars 1882 i Lundby församling i Göteborgs och Bohus län, död 26 september 1947 i Lysekils församling, var en svensk redaktör och socialdemokratisk politiker.
Ljungberg var redaktör på Nya Lysekils-Kuriren och verkade även som riksdagsledamot i andra kammaren från 1918, invald i Göteborgs och Bohus läns norra valkrets. Han motionerade särskilt om förhållandena inom tullverket och om statens understöd till kommunala skolor.